# Montreuil-sur-Lozon

Montreuil-sur-Lozon este o comună în departamentul Manche, Franța. În 1 ianuarie 2022 avea o populație de 345 de locuitori.